# Agrypnia
Agrypnia – rodzaj owadów z rzędu chruścików. Larwy budują przenośne domki, ze spiralnie ułożonych części roślinnych. Larwy różnią się od larw Phryganea obecnością ciemnego trójkąta na spodniej stronie pierwszego segmentu tułowia.
Gatunki, których obecność stwierdzono w Polsce:
- Agrypnia obsoleta
- Agrypnia pagetana
- Agrypnia picta
- Agrypnia varia